# Spletna klepetalnica
Spletne klepetalnice so spletišča, ki omogočajo (največkrat anonimni) pogovor med ljudmi na medmrežju.

## Klepetalnice - Kratkočasenje, zabava, zmenkarije,...
Večinoma se v klepetalnice prijavljamo, ker nam pomagajo pregnati dolgčas, in obenem imamo priložnost spoznati nove in zanimive ljudi. Marsikdo pa hodi na razne spletne klepetalnice preprosto, v upanju, da najde kakega sebi primernega novega prijatelja, ali celo partnerja. Dandanes, zaradi vedno večje uporabe interneta, postaja ravno internet eden izmed večjih področij, kjer se ljudje lahko spoznavajo in eden izmed bolj »osebnih« načinov so ravno spletne klepetalnice. Nekateri pa na spletnih klepetalnicah preizkušajo različne načine možnih pristopov, katere bodo morda kasneje uporabili tudi v zunanjem »pravem« svetu.

## Anonimnost
Nekateri uporabljajo spletne klepetalnice, ker s tem ohranjajo svojo anonimnost in lahko na ta način lažje spoznavajo nove prijatelje. Predvsem sta dva dejavnika, ki bi lahko imela vpliv vzpostavitev medosebnega odnosa prijateljstva med posamezniki. To je anonimnost kot značilnost virtualnega prostora in osamljenost kot tipično težko (ne)rešljiv pojav današnje družbe. Zavedanje možnosti anonimnosti sogovornika negativno vpliva na vzpostavitev medosebnega prijateljstva. V virtualnih prostorih spletnih klepetalnic sogovornike največkrat zanima kdo smo, kaj počnemo, kako v resnici zgledamo, skratka pogovori so le kopije tistih, ki jih doživljamo v vsakdanjiku. Anonimnost posamezniku omogoča neprepoznavnost zunanjih karakteristik posameznika (barva kože, spol), možnost pretvarjanja specifičnih osebnosti (ime, starost) in karakternih lastnosti (sramežljivost, nekomunikativnost). Poleg naštetega pa so možne tudi »internetne laži«, ki so vezane na družbeni status posameznika (zakonski stan, izobrazba, delovno mesto) in so povečini namenjene k boljši samopredstavitvi pred sogovornikom. Seveda nas anonimnost osvobaja, ker nam omogoča izražanje mnenj brez strahu pred večjimi sankcijami po drugi strani pa nas ekran ločuje od ostalih in to, kar lahko izrečemo prekriti s pregrado, nas oddaljuje. Ko govorimo o interakcijah, se moramo nujno zavedati, da gre vedno za dvo– ali večstranski odnos – tako kot sami lahko ohranjamo svojo anonimnost, se lahko zavedamo, da naši sogovorniki počnejo isto. Dejansko osebe, ki se pretvarjajo, niso tiste, ki si želijo novih poznanstev. Njihovi »internetni odnosi« temeljijo na farsi egoistični žeji po odkrivanju novega, povečini so razkrinkani in zaradi tega izločeni, izobčeni iz skupnosti.
Nekateri posamezniki uporabljajo spletne klepetalnice, ker se počutijo osamljene.
Spletne klepetalnice ali druge oblike komunikacije prek spleta uspešno zapolnijo socialne potrebe oseb s težavami pri vzpostavljanju medosebnih odnosov, tako da pomaga pri socialni povezanosti ter ponuja občutek pripadnosti. Spletne klepetalnice omogočajo zadržanost, odpiranje med drugimi po drugi strani pa ponuja prostor za vajo pri razvoju socialnih spretnosti. Dejansko je pogovor s popolnim tujcem veliko enostavnejši kot pa z osebami, ki jih poznamo že več let. Tudi če posameznik potrebuje »drugo mnenje« in ga v svojem »nepopolnem socialnem omrežju« ne more dobiti, je pogovor s fizično ločeno osebo veliko enostavnejši. Bržkone osamljeni, bolj kot neosamljeni, iščejo v spletnih klepetalnicah osebo, ki jim bo dajala socialno podporo, ki je v njihovem življenju iz različnih razlogov niso deležni. Po drugi strani pa v spletnih klepetalnicah ali nasploh na spletu porabljen čas spodbuja socialno izoliranost ter slabša kakovost odnosov z družino in prijatelji.
Osamljenost je eden od ključnih razlogov za hitro razvijanje medosebnih odnosov na internetu. Osebe, ki se v današnjem svetu počutijo osamljene zaradi nezadovoljujočih oseb v socialnih omrežjih, ki jih obkrožajo, si pogosto poiščejo družbo v spletnih klepetalnicah ali prek drugih oblik komuniciranja po spletu, kot tisti, ki teh problemov nimajo. Spletne klepetalnice naj bi nasploh privabile osamljene uporabnike, ti so namreč veliko bolj nagnjeni k prekomerni uporabi.
Anonimnost in osamljenost se ne pojavljata samo pri spletnih klepetalnicah, ampak to velja za vse ostale oblike spletnega komuniciranja.